# Julia Lee
Julia Lee (Santa Fe, 31 ottobre 1975) è un'attrice statunitense.

## Biografia
Iniziò a studiare recitazione a 14 anni per poi studiare teatro presso l'università della California Irvine.
Forse il suo ruolo più conosciuto è quello di un personaggio ricorrente nei telefilm Buffy l'ammazzavampiri (episodio La verità fa male - stagione 2, Identità segreta - stagione 3) ed Angel (episodio "Soldi sporchi" e "La sottiel linea morta"-stagione 2; "Noi non svaniremo"-stagione cinque), in cui interpretava una ragazza che si faceva chiamare, cronologicamente, Chanterelle, Lily e Anne. Ha inoltre interpretato il ruolo della giovane Gail in un episodio della seconda stagione del telefilm Streghe, intitolato L'eterna giovinezza, nel ruolo della versione ringiovanita di zia Glae.
Il debutto di Julia Lee in un film è avvenuto nella commedia Ofelia impara a nuotare, dove interpreta il ruolo di Ofelia, di sua madre, e una supereroina, Estrogen Woman. Inoltre doppia il personaggio di Instinct Doll nell'omonimo film e canta la canzone durante i titoli di coda, Hypatia.
Nel 2006, Disneyland riaprì l'attrazione Haunted Mansion. Per questo progetto, la Lee ha dato il suo corpo per il personaggio di Constance Hatchaway, doppiata da Kat Cressida. Nel 2007, la versione di Constance tratta dalla Lee e dalla Cressida è stata impiantata alla Walt Disney Word's Mansion.

## Filmografia
- Ophelia Learns to Swim (2001)
- Grind (2003)
- Il risolutore (2003)
- Hellborn (2003)
- The Hillside Strangler (2004)
- After I'm Gone (2006)

### Televisione
- Buffy l'ammazzavampiri - serie TV (1997-1998)
- Streghe - serie TV (2000)
- Angel - serie TV (2001-2004)
- Free Ride - serie TV (2006)

## Doppiatori italiani
Nelle versioni in italiano delle opere in cui ha recitato, James Marsters è stato doppiato da:
- Laura Cosenza in Buffy l'ammazzavampiri (ep. 2x07)
- Claudia Pittelli in Buffy l'ammazzavampiri (ep. 3x01)
- Emanuela D'Amico in Angel (ep. 2x12, 2x14)
- Rachele Paolelli in Angel (ep. 5x22)